# Cường độ điện trường
Cường độ điện trường tại một điểm là một đại lượng vectơ, đặc trưng cho điện trường ở điểm đang xét về mặt tác dụng lực và kí hiệu là {\displaystyle {\vec {E}}}.

## Định nghĩa
Giả sử ta đặt một điện tích {\displaystyle q_{0}\,} tại một điểm {\displaystyle M\,} nào đó trong điện trường, điện tích này phải có giá trị đủ nhỏ để nó không làm thay đổi điện trường mà ta đang xét (gọi là điện tích thử). Như vậy, điện tích {\displaystyle q_{0}\,} sẽ bị điện trường tác dụng một lực {\displaystyle {\vec {F}}}. Thực nghiệm chứng tỏ tỉ số {\displaystyle {{\vec {F}} \over q_{0}}} không phụ thuộc vào điện tích {\displaystyle q_{0}\,} mà chỉ phụ thuộc vị trí của điểm {\displaystyle M\,}, nghĩa là, tại mỗi điểm xác định trong điện trường, tỉ số:
Độ lớn của {\displaystyle {\vec {E}}}, kí hiệu {\displaystyle E\,}, cũng gọi là cường độ điện trường.
Từ biểu thức (*) ta thấy nếu chọn {\displaystyle q_{0}=+1\,} thì {\displaystyle {\vec {E}}={\vec {F}}} nghĩa là:
"Véctơ cường độ điện trường tại một điểm là một đại lượng có trị vectơ bằng lực tác dụng của điện trường lên một đơn vị điện tích dương đặt tại điểm đó."
Trong hệ SI, đơn vị cường độ điện trường là {\displaystyle {V \over m}}.

## Vectơ cường độ điện trường gây bởi một điện tích điểm

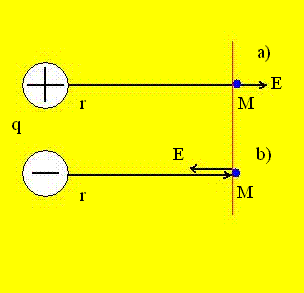
Vectơ cường độ điện trường gây bởi một điện tích điểm

Dựa vào định nghĩa trên, ta xác định được vectơ cường độ điện trường {\displaystyle {\vec {E}}} gây bởi điện tích điểm {\displaystyle q\,} tại điểm {\displaystyle M\,}:
Từ (**) ta nhận thấy:
- Nếu {\displaystyle q\,} là điện tích dương, thì cường độ điện trường {\displaystyle {\vec {E}}} do nó gây ra sẽ cùng hướng với bán kính {\displaystyle {\vec {r}}} (hình a) nghĩa là {\displaystyle {\vec {E}}} hướng ra xa điện tích {\displaystyle q\,}.
- Nếu {\displaystyle q\,} là điện tích âm, thì cường độ điện trường {\displaystyle {\vec {E}}} do nó gây ra sẽ ngược hướng với bán kính {\displaystyle {\vec {r}}} (hình b) nghĩa là {\displaystyle {\vec {E}}} hướng về phía điện tích {\displaystyle q\,}.
- Trong cả hai trường hợp trên, cường độ điện trường tại {\displaystyle M\,} đều có dạng:

## Vectơ cường độ điện trường gây bởi 1 hệ vật mang điện
Xét một hệ điện tích điểm {\displaystyle q_{1}\,},{\displaystyle q_{2}\,},...,{\displaystyle q_{n}\,} được phân bố không liên tục trong không gian. Để xác định vectơ cường độ điện trường tổng hợp {\displaystyle {\vec {E}}} tại một điểm {\displaystyle M\,} nào đó trong điện trường của hệ điện tích điểm đó, ta tưởng tượng đặt tại {\displaystyle M\,} một điện tích {\displaystyle q_{0}\,}. Theo đó, lực tổng hợp tác dụng lên {\displaystyle q_{0}\,} bằng:
Trong đó {\displaystyle {\vec {F_{i}}}} là lực tác dụng của {\displaystyle q_{i}\,} lên {\displaystyle q_{0}\,}.
Như vậy, vectơ cường độ điện trường tổng hợp tại {\displaystyle M\,} bằng:
Nhưng {\displaystyle {{\vec {F_{i}}} \over q_{0}}={\vec {E_{i}}}\,} chính là vectơ cường độ điện trường do điện tích {\displaystyle q_{i}\,} gây ra tại {\displaystyle M\,} nên:
Từ công thức trên, ta có thể phát biểu:
Vectơ cường độ điện trường gây bởi một hệ điện tích điểm bằng tổng các vectơ cường độ điện trường gây ra bởi từng điện tích điểm của hệ.
Đó chính là phát biểu của Nguyên lý chồng chất điện trường.